# 자금우아과
자금우아과(紫金牛亞科, 학명: Myrsinoideae 미르시노이데아이[*])는 앵초과의 아과이다. 자금우과(Myrsinaceae R.Br.)로 따로 분류하기도 했다.
대부분 열대와 아열대에 분포되어 있으며 세계적으로 약 33속의 1,000여 종 가량이 알려져 있는데, 한국에는 자금우속 1속의 3종만이 자라고 있을 뿐이다. 대부분 교목 또는 관목으로서, 잎은 어긋나며 턱잎을 가지고 있지 않다. 꽃은 보통 양성화로, 잎겨드랑이나 줄기 끝에 원추꽃차례 또는 총상꽃차례를 이루면서 달린다. 각각의 꽃은 4수성 또는 6수성이며, 꽃부리는 밑부분이 다소 합쳐져 통 모양이나 종 모양 또는 수레 모양이다. 수술은 꽃잎과 같은 수이며 대부분 꽃통에 붙어 있다. 씨방은 보통 상위로 1개의 방을 가지는데, 가운데의 솟아오른 태자리에는 1개 또는 여러 개의 밑씨가 만들어진다. 열매는 액과 또는 핵과이다.

## 하위 분류
- Aegiceras
- Amblyanthopsis
- Amblyanthus
- Antistrophe
- 자금우속(Ardisia)
- Ardisiandra
- Asterolinon
- Badula
- Conandrium
- Coris
- Ctenardisia
- Cybianthus
- 시클라멘속(Cyclamen)
- Discocalyx
- Elingamita
- Embelia
- Emblemantha
- Fittingia
- Geissanthus
- Gentlea
- Grenacheria
- Heberdenia
- Hymenandra
- Labisia
- Loheria
- 참좁쌀풀속(Lysimachia)
- Marantodes
- Monoporus
- Myrsine
- Oncostemum
- Parathesis
- Pleiomeris
- Sadiria
- Solonia
- 이삭봄맞이속(Stimpsonia)
- Stylogyne
- Systellantha
- Tapeinosperma
- Tetrardisia
- Vegaea
- Wallenia
- Walleniella